# Kościół Wniebowzięcia Najświętszej Maryi Panny i św. Stanisława w Kałuszynie
Kościół Wniebowzięcia Najświętszej Maryi Panny i świętego Stanisława w Kałuszynie – rzymskokatolicki kościół parafialny należący do dekanatu mińskiego Narodzenia NMP diecezji warszawsko-praskiej.
Świątynia została wzniesiona w stylu neogotyckim w latach 1889-1893 według projektu architekta Józefa Piusa Dziekońskiego. Jest to kościół typu bazylikowego. Od frontu znajduje się wieża.
W 1887 roku na wniosek ks. Adolfa Żebrowskiego postanowiono wznieść trójnawowy kościół w stylu neogotyku bałtycko-wiślańskiego według projektu Józefa Piusa Dziekońskiego. Budowa kościoła pw. Wniebowzięcia NMP mogącego pomieścić 3000 osób trwała od 1889 do 1897 roku. Poświęcenie świątyni odbyło się 27 października 1893 roku, a konsekrował ją abp Teofil Chościak Popiel 14 sierpnia 1897 roku.
W świątyni znajdują się organy wybudowane przez Jana Szymańskiego z Warszawy w 1901 roku. Posiadają 12 głosów, 2 klawiatury, mechaniczne: trakturę gry i trakturę rejestrów. Dodatkowymi urządzeniami są: połączenie manuału I z manuałem II, połączenie pedału z manuałem I, wypuszczanie wiatru i kalikant.

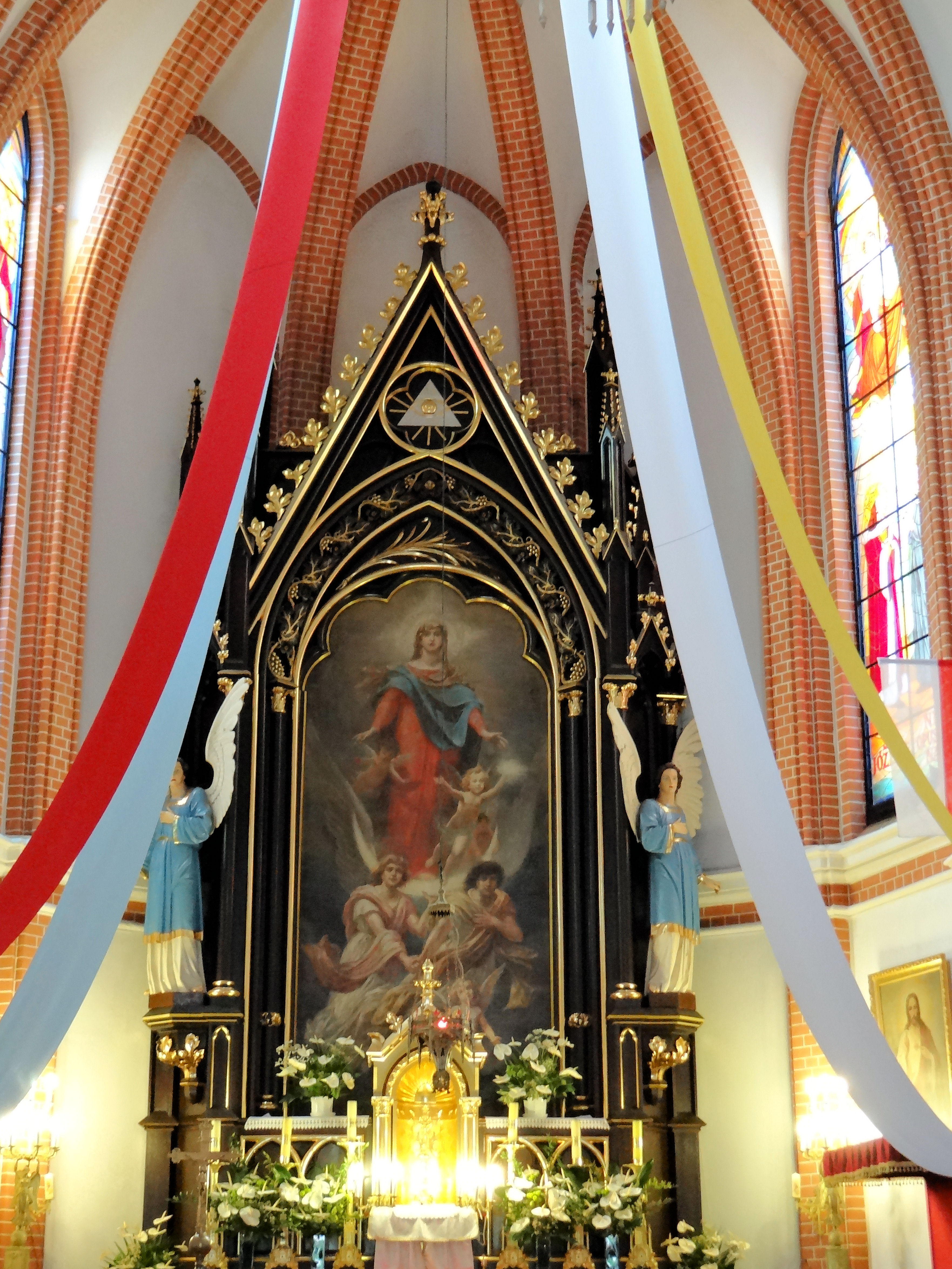
Ołtarz główny

Do wyposażenia budowli należą m.in.: znajdujący się w ołtarzu głównym obraz "Wniebowzięcie Najświętszej Maryi Panny" namalowany przez Michała Elwira Andriollego oraz obrazy pochodzące z XIX stulecia znajdujące się w nawach bocznych.
Po wojnie ks. Zygmunt Dejciński, przeprowadził gruntowny remont kościoła. W końcu lat sześćdziesiątych wyremontowano organy i wstawiono witraże. W latach osiemdziesiątych, staraniem ks. Czesława Bednarczyka, wymieniono dach na kościele i odnowiono wnętrze.
W ścianę kościoła wmurowana jest macewa pochodząca z nowego kirkutu w Kałuszynie. Nad nagrobkiem jest umocowana tablica z napisem: "Kałuszyn 1939 - Polaków 3000, Żydów - 6500". Macewa i tablica została umieszczona w 1990 roku dzięki staraniom księdza proboszcza Czesława Bednarczyka.